# Kim Phjongil
Kim Phjongil (hangul: 김평일, handzsa: 金平日, RR: Kim Pyong-il; Phenjan, 1954. augusztus 10. -) Kim Dzsongil (Kim Jong-il) féltestvére, Kim Ir Szen (Kim Il-sung) gyermeke.
Miután apja nem őt, hanem a bátyját választotta örökösének, 1979-től diplomata lett, elsősorban a Koreai Népi Demokratikus Köztársasággal szövetséges kelet-európai szocialista országokban. 1988-ban nevezték ki budapesti nagykövetnek, ám a következő évben a bolgár misszió élére került, miután Magyarország felvette a diplomáciai kapcsolatot Dél-Koreával. 2015-től 2019-ig Csehországban teljesített diplomáciai szolgálatot.